# نادني باللص (فلم)
نادني باللص (بالأفريقانية: Noem My Skollie)، هُو فيلم جريمة جنوب أفريقي صدر سنة 2016، وهُو من إخراج دارين جوشوا. اختير الفيلم ليكون الترشيح الرسمي لدولة جنوب أفريقيا للتنافس على نيل جائزة أفضل فيلم بلغة أجنبية خلال حفل توزيع جوائز الأوسكار التاسع والثمانين، لكنه لم يدخل ضمن القائمة النهائية للجائزة. يتحدث الفيلم عن قصة حياة كاتب السيناريو جون فريدريكس.

## وصلات خارجية
- مقالات تستعمل روابط فنية بلا صلة مع ويكي بيانات